# Sierra del Tablón
La sierra del Tablón es un enorme bloque calcáreo situado en el extremo septentrional de la Serranía de Ronda, sistema montañoso del que forma parte. Administrativamente pertenece a los términos municipales de Pruna y Algámitas, en la comarca de la Sierra Sur de Sevilla, España. Presenta un terreno bastante accidentado con desniveles entre el 30% y el 50%. Alcanza esta sierra la mayor elevación de la provincia de Sevilla: El Terril (1.129 metros).
Además de El Terril engloba el peñón de Algámitas (1.121 m y que está separado del anterior por el puerto del Zamorano) y la adyacente a ambos, sierra de las Lebronas (835 m). La temperatura media es de 17.3 °C y la precipitación media anual es de 890 mm. El uso principal es el pastizal asociado al matorral y al arbolado, que se aprovechan con pastoreo extensivo a base de vacas, cabras y ovejas con bajas cargas ganaderas.

## Espacio protegido
Su alto valor ecológico, paisajístico, y referencial hacen que esta área esté protegida al estar incluida en el catálogo de Espacios Protegidos del Plan Especial de Protección del Medio Físico (PEPMF) de la provincia de Sevilla. Su protección se justifica fundamentalmente por ser el punto más elevado de la provincia, con bosque y matorral originario bien conservado e incluir varias especies botánicas endémicas, bien amenazadas, bien raras o escasas. Los cortados y fallas del terreno sirven de refugio a muchos animales y plantas además de constituir un paisaje de gran interés. Además de lo anterior se justifica también por la problemática del cambio de uso del suelo, movimientos de tierra indiscriminados, fuegos, esquilmación de la vegetación endémica, etc.

## Flora
La vegetación natural está formada por encinar degradado con abundancia de matorral, lentiscos, coscojas, esparragueras, espinos, acebuches, algarrobos, alhucemas, así mismo el palmito y el tomillo siendo estos suistituidos por las salvias y espliegos en las partes altas. En esta sierra se dan varias especies endémicas. También es de destacar la vegetación de ribera que surge en torno a los arroyos y cuyas especies son árboles de hoja caduca como alisos, álamos, eucaliptos y formaciones arbustivas como son las adelfas, tarajes, zarzal, rosal, madreselva, juncos, lentiscos, etc.

## Fauna
En cuanto a la fauna, existe una gran variedad faunística destacando la propia del matorral mediterráneo destacando la presencia de especies como el búho real, águila culebrera, águila perdicera, cernícalo, paloma torcaz, grajilla, zorcal común, estornino, cogujada montesina, etc. Especies dominantes como la gineta, comadreja y el tejón, junto a conejo, ratón de campo, liebre y perdiz. También abunda el jabalí. Es de destacar la presencia del buitre leonado debido sobre todo a la cercanía de la reserva natural del peñón de Zaframagón, una de las más importantes de la península ibérica de esta especie.

## Hidrología
Destaca la presencia en su entorno del río Corbones que aunque nace en la provincia de Málaga hace su entrada en la provincia de Sevilla por Algámitas, pasa por La Puebla de Cazalla y atraviesa buena parte de la Campiña siendo uno de los principales afluentes del río Guadalquivir por su margen izquierda. A su vez encontramos multitud de arroyos que dicurren a lo largo de la sierra y su entorno que da constancia de la riqueza hídrica de esta sierra: Arenillas, Fuenteprieto, de la Rabitilla, del Brózquez, del Cañuelo o de Angarillas. Estos arroyos son áreas de vegetación de ribera constituidas por cordones riparios con flora y fauna propia de ribera. Aparte de su interés natural y ambiental, rompen la monotonía del paisaje de cultivos, determinando formas serpenteantes en el territorio 